# Viktor Bușuev
Viktor Bușuev (n. 18 mai 1933, Balahna, RSFS Rusă, URSS – d. 25 aprilie 2003, Nijni Novgorod, Regiunea Nijni Novgorod, Rusia) a fost un halterofil ce a reprezentat Uniunea Republicilor Sovietice Socialiste, medaliat olimpic. A participat la o ediție a Jocurilor Olimpice (1960) în care a câștigat o medalie de aur.